# Hertiginnan av Marlborough (Fabergéägg)
Hertiginnan av Marlborough (engelska: Duchess of Marlborough, ryska: герцогини Мальборо) är ett ryskt påskägg. Det formgavs 1902 av Mikhail Perchin under Peter Carl Fabergés överinseende och har namngetts efter den amerikanska beställaren Consuelo Vanderbilt, hertiginna av Marlborough. Fabergéägget köptes år 2004 av den ryske oligarken Viktor Vekselberg för att ställas ut i hans Fabergémuseet i Sankt Petersburg.